# 唐县镇站
唐县镇站是一个汉丹铁路上的铁路车站，位于湖北省随州市唐县镇，建于1962年，目前为五等站，邮政编码为441328。目前客运：办理旅客乘降；行李、包裹托运；货运：办理整车货物发到。